# Волчанский муниципальный округ
Волча́нский муниципа́льный о́круг — муниципальное образование в Свердловской области России, относится к Северному управленческому округу. Административный центр — город Волчанск.
Официальное полное наименование муниципального образования — Волчанский муниципальный округ Свердловской области.
С точки зрения административно-территориального устройства области, Волчанский муниципальный округ вместе с муниципальным округом Карпинск находится в границах город Карпинска как административно-территориальной единицы, соответствующей категории города областного подчинения.

## География
Волчанский муниципальный округ расположен на северо-западе Свердловской области. Площадь муниципального округа — 470,80, что составляет приблизительно 0,24 % от общей площади Екатеринбуржья.
С физико-географической точки зрения, Волчанский муниципальный округ находится на восточном склоне Уральских гор, в юго-восточной части Северного Урала. Территория отличается всхолмленным равнинным рельефом. Высшая точка округа — гора Сосновая (384,6 м) с оригинальными выходами горных пород, геологический, геоморфологический и ботанический памятник природы.
На землях муниципального образования находится озеро Крылышкино. Основные реки муниципального округа: Большая Волчанка (правый приток Сосьвы), Большой Лих и Малый Лих (правые притоки Ваграна). Основу растительности составляют темнохвойные леса, состоящие из ели и сосны.
Полезные ископаемые: бурый уголь, золото, глины.
Через муниципальный округ из Тюменской области в Европейскую Россию проходят магистральные газопроводы высокого давления.
Волчанский муниципальный округ граничит:
- на северо-западе и севере — с Североуральским муниципальным округом,
- на северо-востоке — с Серовским муниципальным округом,
- на востоке и юго-востоке — с муниципальным округом Краснотурьинск,
- на юге и западе — с муниципальным округом Карпинск.

## История
17 декабря 1995 года по результатам местного референдума Волчанск вышел из подчинения администрации города Карпинска и образовал муниципальное образование город Волчанск. В состав муниципального образования вошли также посёлок Вьюжный и деревня Макарьевка.
10 ноября 1996 года муниципальное образование было включено в областной реестр.
31 декабря 2004 года муниципальное образование город Волчанск было наделено статусом городского округа.
1 января 2006 года муниципальное образование город Волчанск было переименовано в Волчанский городской округ.
В мае 2019 года была упразднена деревня Макарьевка.
1 января 2025 года городской округ Волчанск был преобразован в муниципальный округ.

## Население
| 2010   | 2011    | 2012    | 2013  | 2014  | 2015  | 2016  |
| ------ | ------- | ------- | ----- | ----- | ----- | ----- |
| 10 261 | ↘10 201 | ↘10 055 | ↘9897 | ↘9790 | ↘9637 | ↘9388 |
| 2017   | 2018    | 2019    | 2020  | 2021  | 2023  |       |
| ↘9140  | ↘8965   | ↘8802   | ↘8767 | ↗8769 | ↘8587 |       |

## Состав муниципального округа
| № | Населённый пункт | Тип населённого пункта        | Население |
| - | ---------------- | ----------------------------- | --------- |
| 1 | Волчанск         | город, административный центр | ↘8392     |
| 2 | Вьюжный          | посёлок                       | ↘251      |

С точки зрения административно-территориального устройства Свердловской области, населённые пункты Волчанского городского округа входят в состав города Карпинска как административно-территлриальной единицы.

## Местное самоуправление
Главы муниципального образоввния
- Александр Вячеславович Вервейн с 24 октября 2012 года по 12 декабря 2023 года
- Ольга Валерьевна Адельфинская[20]с 13 декабря 2023 года исполняющая обязанности главы, с 5 марта 2024 официально вступила в должность главы.